# Sant Julià del Llor i Bonmatí
Sant Julià del Llor i Bonmatí – gmina w Hiszpanii, w prowincji Girona, w Katalonii, o powierzchni 10,02 km². W 2011 roku gmina liczyła 1244 mieszkańców.